# 塞克库陶什
塞克库陶什，是匈牙利琼格拉德州所辖的一个村。总面积123.99平方公里，总人口2396，人口密度19.3人/平方公里（2011年1月1日）。